# Paranoid Eyes
"Paranoid Eyes" es una canción del álbum The Final Cut de 1983 de Pink Floyd. Nunca fue tocada en vivo.
La letra trata de un hombre que trata de acostumbrarse a la vida en su casa luego de la Segunda Guerra Mundial, tratando de no mostrar su debilidad ante los demás.

## Personal
- Roger Waters - voces, bajo eléctrico, guitarra
- Nick Mason - batería

junto a:
- Michael Kamen - piano y orquestaciones
- Andy Bown - órgano
- Ray Cooper - percusión
- National Philharmonic Orchestra - cobres y cuerdas